# Les Baroches
Les Baroches ist eine französische Gemeinde mit 329 Einwohnern (Stand: 1. Januar 2022) im Département Meurthe-et-Moselle in der Region Grand Est (bis 2015 Lothringen). Die Gemeinde gehört zum Arrondissement Val-de-Briey und ist Mitglied im Gemeindeverband Communauté de communes Orne Lorraine Confluences. 

## Lage
Les Baroches liegt etwa 18 Kilometer westsüdwestlich von Thionville. Die Gemeinde besteht aus den Ortschaften Génaville, Méraumont und Pénil. Das Gemeindegebiet wird vom Flüsschen Rawe durchquert.
Umgeben wird Les Baroches von den sieben Nachbargemeinden:
| Lubey                  | Lantéfontaine                               | Val de Briey |
| Ozerailles             | Kompassrose, die auf Nachbargemeinden zeigt | Moutiers     |
| Abbéville-lès-Conflans | Valleroy                                    |              |

## Geschichte
Die Gemeinde entstand 1809 aus der Zusammenlegung der damals eigenständigen Kommunen Pénil und Génaville mit den Weilern von Méraumont und Mussot.

### Bevölkerungsentwicklung
| Jahr                       | 1962 | 1968 | 1975 | 1982 | 1990 | 1999 | 2006 | 2012 | 2019 |
| Einwohner                  | 283  | 285  | 257  | 295  | 312  | 348  | 360  | 379  | 351  |
| Quellen: Cassini und INSEE |      |      |      |      |      |      |      |      |      |

## Sehenswürdigkeiten
- Pfarrkirche Saint-Jacques-le-Majeur in Méraumont aus dem 19. Jahrhundert, gegen 1870 neu gebaut
- Pfarrkirche Très-Sainte-Trinité in Génaville aus dem 15. Jahrhundert
- Schloss Mussot, heute Gutshof, erbaut 1719
- Calvaire in Génaville von 1702
- Wegekreuze aus dem 18. Jahrhundert bei Génaville

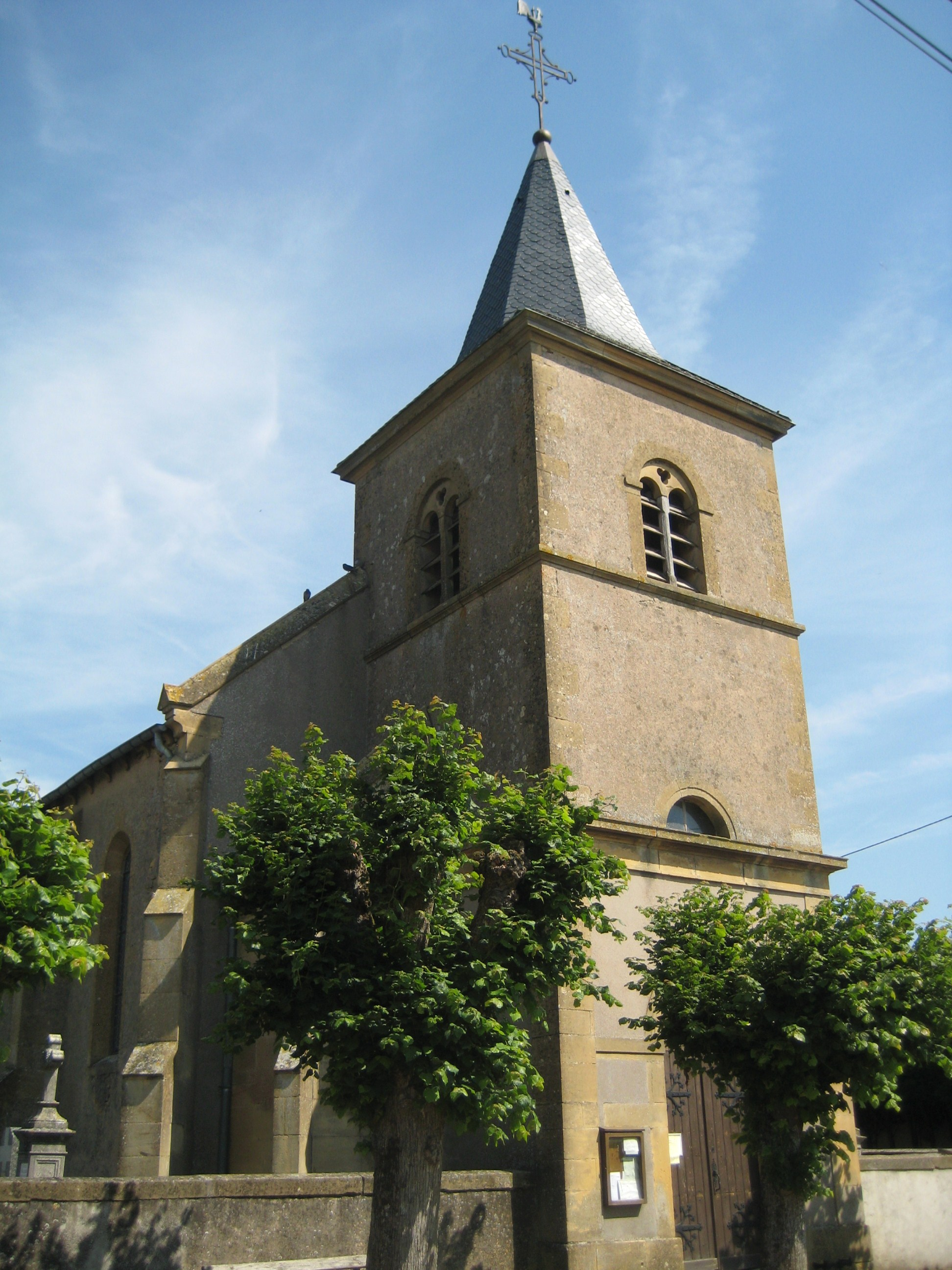
Pfarrkirche Saint-Jacques-le-Majeur
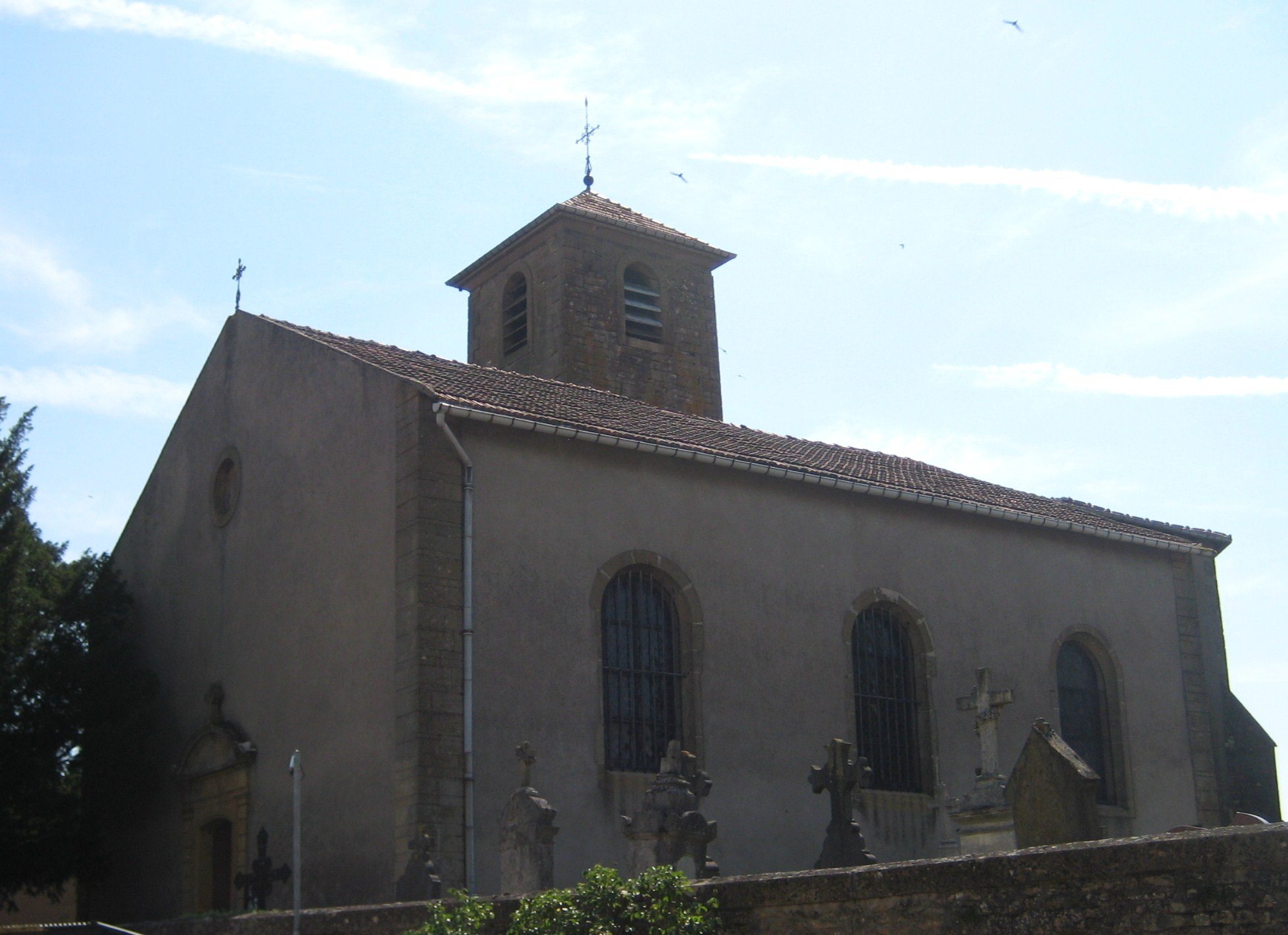
Pfarrkirche Très-Sainte-Trinité